# レバノン系エクアドル人
レバノン系エクアドル人のコミュニティは小さいが、エクアドルのビジネスや政治の世界でとてもよく活躍している。2013年現在までに二人のレバノン系大統領が存在している。

## 著名なレバノン系エクアドル人
- アブダラ・ブカラム - 元大統領
- アブダラ・ブカラム2世
- アルベルト・ダイク
- ハミル・マワ - 元大統領
- ホルヘ・サード
- フリオ・テオドロ・サレム
- ハイメ・ネボ
- バレスカ・サーブ